# Lisa (dieu)
Pour les articles homonymes, voir Lisa.

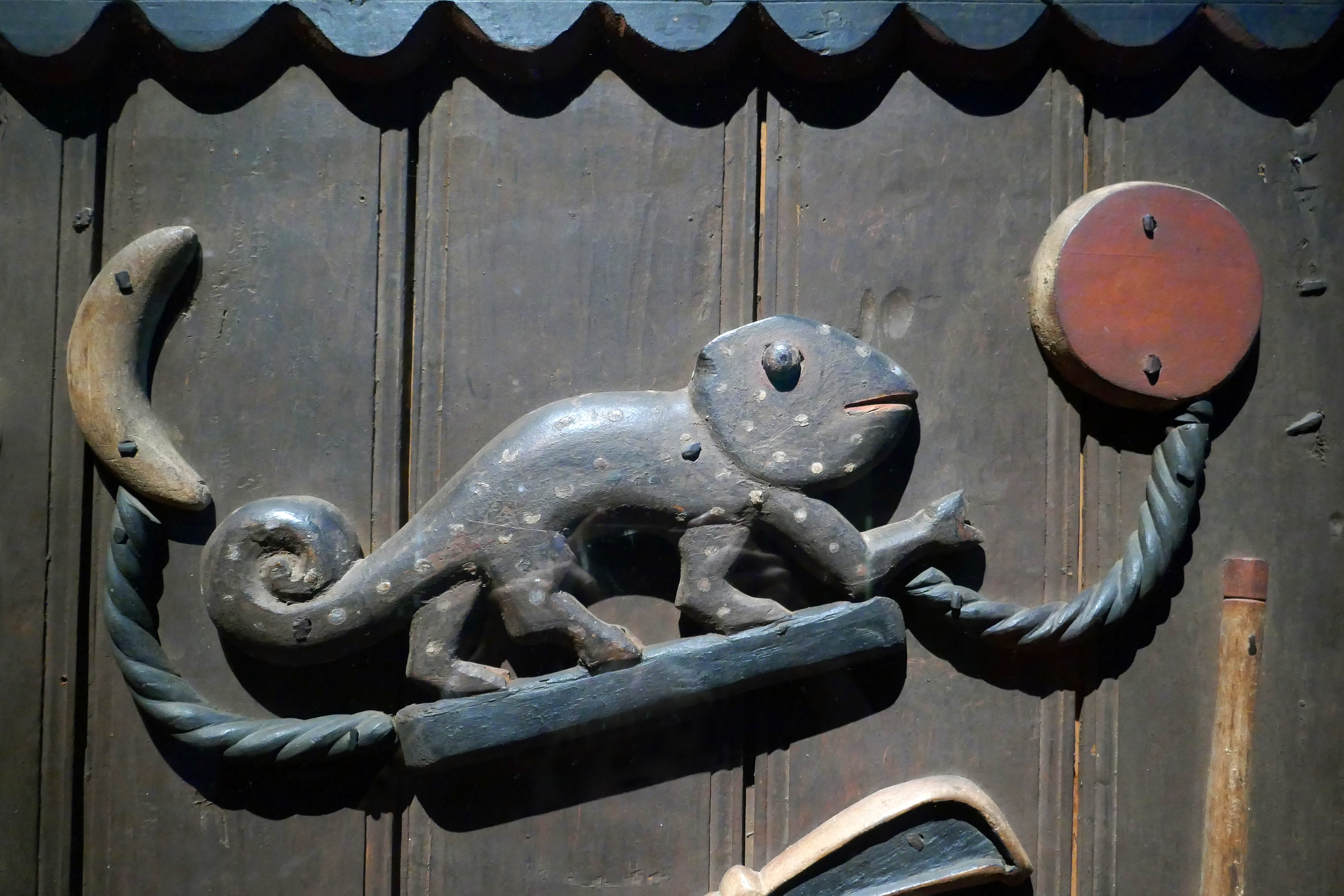
Le caméléon, symbole de Lisa, marchant sur un fil entre la lune et le soleil (porte du palais royal d'Abomey au musée du quai Branly).

Lisa ou Lisà est le dieu du soleil, de la chaleur, du ciel et du pouvoir au Dahomey (actuel Bénin). 
Il est le fils de Nana Buluku, le frère jumeau de la déesse Mawu, et le père de Dan, le serpent cosmique. Il est alternativement décrit comme le frère de Mawu, son mari ou son fils et parfois comme son messager. Leur relation n'est pas sexuelle, mais exprime l'unité de la dualité ou l'union des contraires. À eux deux, ils symbolisent la divinité suprême.
Après la création de l'univers par Mawu, Lisa a offert aux hommes les outils pour déboiser la forêt et travailler la terre. Il représente aussi la guerre et la répression. Son animal est le caméléon.
Mawu-Lisa est le chef des esprits vaudou, envoyés sur Terre pour aider les hommes.
Lisa est d'origine Aja et leur assure une protection particulière. Ce vôdun a tant d'importance qu'un village, près d'Abomey a été baptisé Lissazoumé.